# Schloss Obereitzing

Schloss Obereitzing nach einem Kupferstich von Michael Wening von 1721

Das Schloss Obereitzing stand in der Gemeinde Eitzing im Bezirk Ried im Innkreis in Oberösterreich. Der Name Eitzing leitet sich von dem Eigennamen Izo ab.

## Geschichte
Die Burg erhielt den Namen Obereitzing, da in der Ortschaft Untereitzing noch ein anderer adeliger Sitz war. Ein Fridericus de Pfnurre ist 1220 auf dem Pfnurrhof nachgewiesen; weitere Besitzer dieses Hofes waren Ulrich und Oswald Geltinger, Hans Georg von Thanhausen sowie Georg und Hans Christoph Paumgarten. Schloss Obereitzing lag auf einer kleinen Anhöhe oberhalb des Ortes.

### Eyczinger
Im Zuge der ersten bayerischen Siedlungswelle kam der Ansiedler Izo (im 6. Jhdt.) mit seiner Sippe hierher. Er wird für den Ort namengebend (Izo-Izing-Eitzing). Auf einer kleinen Anhöhe hinter dem heutigen Ort errichteten sie einen befestigten Sitz, die Burg Obereitzing. Erstmals scheinen die Herren von Eitzing (die Gebrüder Oudelricus und Hiltrodus) urkundlich um 1140 in den Reichersberger Traditionsnotizen auf. 1397 legt Georg Eitzinger, der Sohn Stephans, ein Verzeichnis aller Güter und Dienstleistungen an, die er von seinem Vater übernommen hatte. Ihre Grundherrschaft, deren Schwerpunkt in den heutigen Gemeinden Eitzing, Eberschwang und Hohenzell lag, erstreckte sich darüber hinaus bis in den Weilhart sowie in die Schärdinger Gegend. Schon früh zogen einzelne Vertreter dieses Geschlechts „in die Welt hinaus“. Am bekanntesten wurde Ulrich von Eitzing, der in Niederösterreich zu Macht und Ansehen kam, als Führer einer Ständeopposition (Mailberger Bund, 1451) sogar (König) Kaiser Friedrich III. herausforderte. Sein Stammsitz war Schloss Schrattenthal bei Retz. Der letzte männliche Spross auf Obereitzing war Thoman (+1476), seine Schwester verkaufte Sitz und Herrschaft an Ulrich Geltinger (von Althausen), Mautner und Landrichter von Schärding. Die Grablege der Herren von Eitzing (Eyczinger) befand sich im Stift Reichersberg. Vom Wappen der Herren von Eitzing ist das heutige Gemeindewappen von Eitzing abgeleitet.

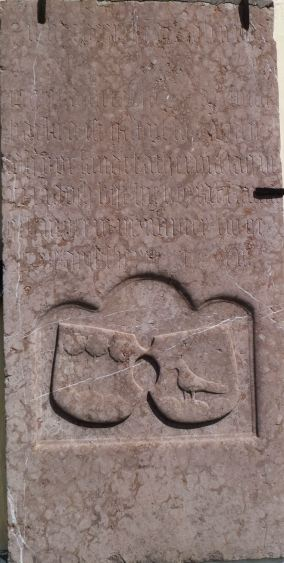
Grabplatte der Geltinger an der Außenwand der Pfarrkirche Eitzing
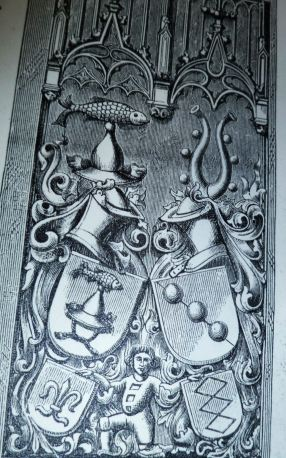
Wappen der Herren von Eitzing
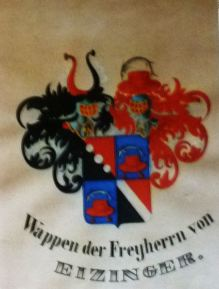
Wappen der Herren von Eitzing in Farbe
Wappen der Gemeinde Eitzing

### Geltinger
Nach dem Tod des Thomas Eitzinger verkaufte seine Schwester Kunigunde Kastendorfer den Besitz an den Ulrich Geltinger zu Althausen, Mautner in Schärding. Die Geltinger hatten ihren Stammsitz bei Göding in Wallern. 1533 ist ein Oswald Geltinger der Besitzer. Unter den Geltingers wurden die beiden Herrschaften zu Eitzing vereinigt. Oswald Geltinger starb 1536.

### Paumgarten
1538 ist ein Georg von Pawmgarten (Paumgarten) von der Burg Frauenstein am Inn, Sohn des Peter Baumgartner, Kanzler zu Ingolstadt, auf Obereitzing nachgewiesen († 1559).
Ihm folgte sein Sohn Hans Christoph I. von Paumgarten, Pfleger von Friedburg. Seine Schwester war mit Andreas von Tannberg vermählt; sie gehörten in religiöser Hinsicht der Landsassen-Opposition an, die sich unter den Grafen von Ortenburg gegen den bayerischen Herzog gebildet hatte. Diese Verschwörung wurde aufgedeckt und auch Hans Christoph geriet in Haft. Nach kniefälliger Abbitte musste er sich zu besonderen Dienstleistungen im Kriegsfalle verpflichten, durfte aber weiterhin nach seiner protestantischen Gesinnung leben, aber in den ihm unterstehenden Kirchen keine Änderungen vornehmen. Hans Christoph I. starb am 15. März 1570 und ist in der Frauensteiner-Kapelle der Pfarrkirche Mining begraben.
Mit seinem Sohn Hans Christoph II. († 10. Juli 1602) starb diese Linie der Paumgarten aus.

### Hohenfeld, Tattenbach
Den Paumgarten folgten auf dem Erbweg die Herren von Hohenfeld zu Aistersheim und Almegg nach. 1638 kaufte Johann Adolf von Tattenbach († 1647), Besitzer von Schloss St. Martin im Innkreis, Obereitzing von den Herren von Hohenfeld. Seit diesem Besitzer blieb das Schloss unbewohnt, wurde dem Verfall preisgegeben und Mitte des 18. Jahrhunderts abgebrochen.
Nach der Radierung von Michael Wening aus dem Jahre 1721 war Obereitzing ein dreigeschoßiger Bau mit vier Türmen. Das Schloss war von einer Mauer umgeben, die durch Ecktürme und einen Torbau bewehrt war. Nördlich des Schlosses erstreckten sich Wirtschaftsgebäude, unterhalb liegen Teiche, die durch einen Zaun umschlossen werden. Der sanfte Abhang zu den Teichen ist mit Obstbäumen bepflanzt.

## Lagestelle des Schlosses heute
An der Stelle des ehemaligen Schlosses liegt seit dem 19. Jahrhundert das bäuerliche Anwesen „Hofbauer“. Der Hof wirkt beinahe schlossartig, wiewohl keine Mauerreste für seine Errichtung einbezogen wurden. Letzte Mauerreste des Schlosses wurden bei einer Betriebserweiterung zugunsten von Silobauten abgetragen. Von den ehemals sechs Teichen ist noch einer unterhalb des Anwesens erhalten, der aber Verlandungsspuren zeigt und erneuert werden müsste.

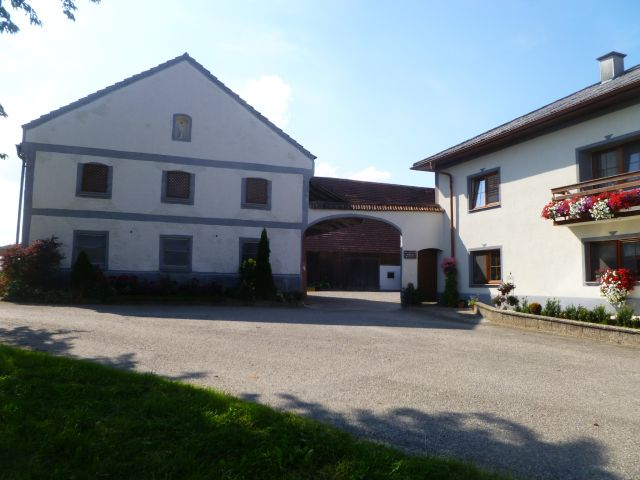
Hofbauer auf der Stelle von Schloss Obereitzing
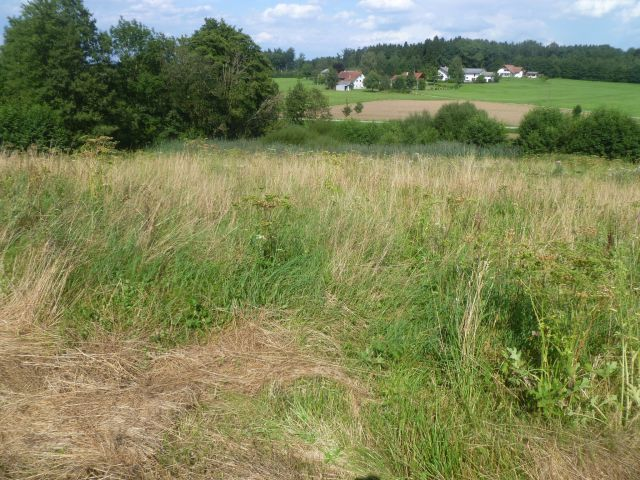
Verlandete Teichanlage unterhalb des Hofbauern